# أحمد خلف العصفور
أحمد خلف آل عصفور رجل دين وقاضي و مستشار للمجلس الأعلى للقضاء وإمام جمعة وجماعة ، و مؤلف ، عميد المنبر الحسيني في البحرين. (ولد في 1925 في دار كليب، البحرين من اسرة علمية عريقة فوالده الفقيه والقاضي المحدث الشيخ خلف وقد توفي في سنة 1355هـ ودفن في كربلاء وهو ابن الشيخ أحمد بن الشيخ محمد بن الشيح حسين (صاحب السداد) آل عصفور البحراني).
توفي في 12 أكتوبر 2014 ، البحرين .

## النشأة والتعليم
وُلد العصفور في عام 1925 في قرية دار كليب جنوب غرب البحرين. والده هو الفقيه المحدث والقاضي الشهير خلف العصفور الذي توفي عام 1936 ودفن في كربلاء بالعراق.
دخل الكتاتيب لدى المعلم علي إبراهيم وهو في سن مبكرة ثم صحب والده إلى الكاظمية في العراق عام 1936 والتحق بالمدرسة الأهلية ودرس فيها المبادئ لدى كبار العلماء هناك ثم أرجعه إبراهيم كاظم العالي إلى البحرين بعد وفاة والده في العام نفسه والتحق بمدرسة عبد الحسين الحلي ودرس لدى عدد من العلماء الكبار في البحرين.
ثم هاجر إلى العراق بمعية العلامة الشيخ إبراهيم بن الشيخ ناصر  آل مبارك وسكن معه في المدرسة الخليلية لكنه سرعان ما عاد لموطنه ثم عاود الهجرة إلى النجف الأشرف مرة ثالثة بعد حصوله على بعثة من دائرة الأوقاف الجعفرية في عام 1947 فدرس عند العلماء هناك وأبرزهم عبد الوهاب الكاشي وعباس المظفر وأسد حيدر.
حضر بحث الخارج لدى: محسن الحكيم وأبو القاسم الخوئي.

## المسيرة الدينية
تعلم الخطابة الحسينية لدى محمد علي آل حميدان وكان أول تعاقد معه لقراءة محرم وصفر في عام 1944 بمأتم الحاج علي بن أحمد بفريق الحياك في المحرق ثم أخذ نجمه يعلو في سماء الخطابة الحسينية في البحرين ودول الخليج العربي والعراق والمحمرة والقصبة والبصرة وقم المقدسة وخراسان ولبنان وقد قرأ في العراق وإيران قرابة ثلاثين عام ما شكل له مدرسة خطابية فريدة من نوعها.
أقام الجمعة بعد وفاة إبراهيم المبارك (والد زوجته الأولى) في عام 1979 ولغاية عام 2008.
عمل في القضاء الجعفري من عام 1955 وثم عين رئيس المحكمة الجعفرية الكبرى في عام 1972 ثم عمل قاضي في محكمة الاستئناف الجعفرية العليا في عام 1977 ثم وكيل لها ثم قائم بأعمال رئيسها. كما شغل منصب عضو المجلس الأعلى للشئون الإسلامية ومستشار في المجلس الأعلى للقضاء في عام 2004.
بعد قيام الاحتجاجات الشعبية في فبراير 2011 ثم اخمادها في الشهر التالي فإن العصفور كان من الأشخاص الذين سعوا إلى إفشاء ثقافة التسامح والمحبة ليعود شعب البحرين الذي عانى من الانقسام والتفرقة إلى فطرته في التواصل والتسامح. علما بأن العصفور كانت تربطه علاقة متميزة برئيس الوزراء آنذاك خليفة بن سلمان بن حمد آل خليفة حيث ظل يستقبل أبناء العصفور بعد وفاته في قصره.

## المؤلفات
- مزار الحرمين.
- بذل الجهود في ردع أعدائنا واليهود.
- معركة المسلمين في التاريخ.
- الذكرى الخالدة.
- المسائل الدينية في حلقات.
- قصص العصفور (الجزء الأول).

كما كتب محمود طرادة ترجمته بعنوان «سِيَرٌ في سِيرة» وجمع قصصه في «قصص وذكريات» في جزئين وجمع وحقق ديوانه «طموح النفوس».
أجاز له الكثير من العلماء منهم محمد الحسين آل كاشف الغطاء وإبراهيم المبارك وعباس المظفر ومحمد رضا الكلبيكاني وعلي الحسيني الفاني وشهاب الدين المرعشي النجفي وأبو القاسم الموسوي الخوئي ومحمد طاهر الخاقاني وسلمان الخاقاني ومحمد علي أراكي ومحمد فاضل اللنكراني وعباس طسوجي ومحمد الحسيني الوحيدي.
أشرف على طباعة الكثير من المؤلفات وقرظ الكثير من المطبوعات وتصدر قائمة المشاركين في احتفالات التأبين وافتتاح المساجد والمآتم وقام بعدة مشاريع خيرية وعلى رأسها إنشاء حوزة العلمين الشيخ يوسف والشيخ حسين والتي تخرج منها علماء بارزون في البلد كما كانت له الكثير من المواقف الإصلاحية الجريئة في البحرين وخارجها وتميز خلالها بالحكمة والحنكة في تدبير الأمور وأسهم في تعمير العديد من المآتم والمساجد داخل البحرين وخارجها.

## الحياة الشخصية
تزوج بأربع زوجات (توفيت ثلاث منهن في حياته) وله منهن 34 من الأبناء (18 ابن و16 بنت) منهم: خلف وناصر وعادل وحسن وحسين.

## الوفاة
توفي العصفور يوم الأحد الموافق 12 أكتوبر 2014 عن عمر ناهز 90 عام بعد حياة حافلة بالعلم والعطاء ويعد عميد المنبر الحسيني في البحرين. تم تشييعه في اليوم التالي من مجلسه الكائن في قرية بوري إلى مقبرة عالي.
نعى السفير البريطاني في البحرين إيان لينزي العصفور قائلا: «لقد شعرت بحزن عميق عند سماعي بنبأ وفاة الشيخ أحمد بن خلف العصفور أحد أكبر شيوخ البحرين المقدرين والمبجلين».
وقد قدم من عائلة آل خليفة الحاكمة في البحرين واجب العزاء إلى عائلة العصفور عبر ولي العهد سلمان بن حمد آل خليفة وناصر بن حمد آل خليفة.